# Усачёв, Виктор Васильевич
Виктор Васильевич Усачев (род. 11 декабря 1947, Зассовская, Краснодарский край) — российский политик, депутат Государственной Думы Федерального Собрания Российской Федерации пятого созыва (2007—2011).

## Биография
С 1991 по 1995 год — заместитель главы администрации Ростовской области, председатель Комитета по управлению государственным имуществом.
С 1995 по 2000 год — полномочный представитель Президента РФ в Ростовской области.
В 2000 году — заместитель полномочного представителя Президента РФ в Южном федеральном округе, курировал работу с органами власти субъектов РФ, входящих в Южный федеральный округ.
В 2001 году — первый заместитель главы администрации (губернатора) Ростовской области.

### Депутат Государственной Думы
В 2007 году был избран депутатом Государственной Думы ФС РФ пятого созыва в составе федерального списка кандидатов, выдвинутого Всероссийской политической партией «Единая Россия». Член фракции «Единая Россия». Председатель Комитета ГД по делам Федерации и региональной политике.
В январе 2013 года после убийства Деда Хасана, в сети распространялась фото Путина якобы с убитым криминальным авторитетом. Позднее оказалось что на фото был изображен Виктор Усачев.
Бывший президент футбольного клуба «Ростсельмаш».